# William Wain
William Wain, född den 31 mars 1819 i Bolton, död den 1 maj 1882 i Köpenhamn, var en dansk ingenjör av engelsk härkomst.
Wain arbetade i sin ungdom i England, kom 1848 till Danmark, där han gjorde god tjänst vid örlogsvarvets utveckling, och var 1862–1868 underdirektör vid detsamma och 1870 teknisk rådgivare. Han kom därunder tidigt i beröring med storfabrikanten Burmeister och blev 1872 meddirektör i Burmeister & Wains mekaniska verkstäder och skeppsbyggen. Wain gjorde sig särskilt bemärkt för sina hög- och lågtrycksmaskiner för ångbåtar 1860.

## Utmärkelser
- Dannebrogsmännens hederstecken,  1848[2]
- Etatsråd,  1871[2]
- Förtjänstmedaljen i guld,  1874[2]
- Kommendör av Dannebrogorden,  1879[2]

[Redigera Wikidata]